# Monique van Veen
Monique van Veen (29 maart 1983) is een voormalig Nederlands voetbalspeelster. Ze speelde voor het damesteam van FC Utrecht, en scoorde in 34 wedstrijden in de Eredivisie 4 doelpunten. Daarnaast speelde ze 17 interlands voor de Nederlandse Leeuwinnen en scoorde ze 4 doelpunten. Tegenwoordig is ze actief als coach/trainster van de dames 1 bij VV Oosthuizen.

## Interlands
Van Veen speelde sinds februari 2000 zeventien wedstrijden voor het Nederlands vrouwenvoetbalelftal, en scoorde viermaal.